# イシク・クル州
座標: 北緯42度0分 東経78度0分 / 北緯42.000度 東経78.000度
イシク・クル州（キルギス語: Ысык-Көл областы）は、キルギスの州。州都はカラコルで、北から反時計回りにカザフスタンのアルマトイ州、チュイ州、ナルン州、中国の新疆ウイグル自治区と接する。

## 地理

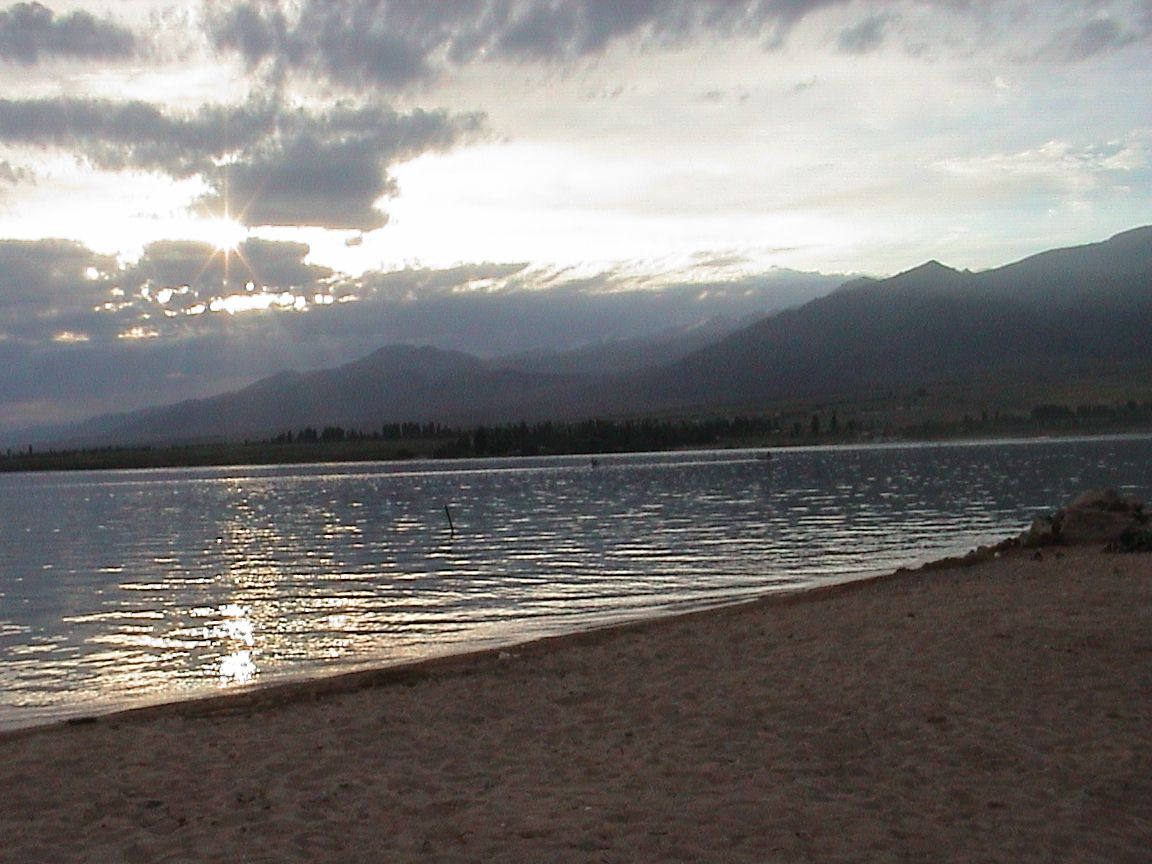
イシク・クルの日の入り

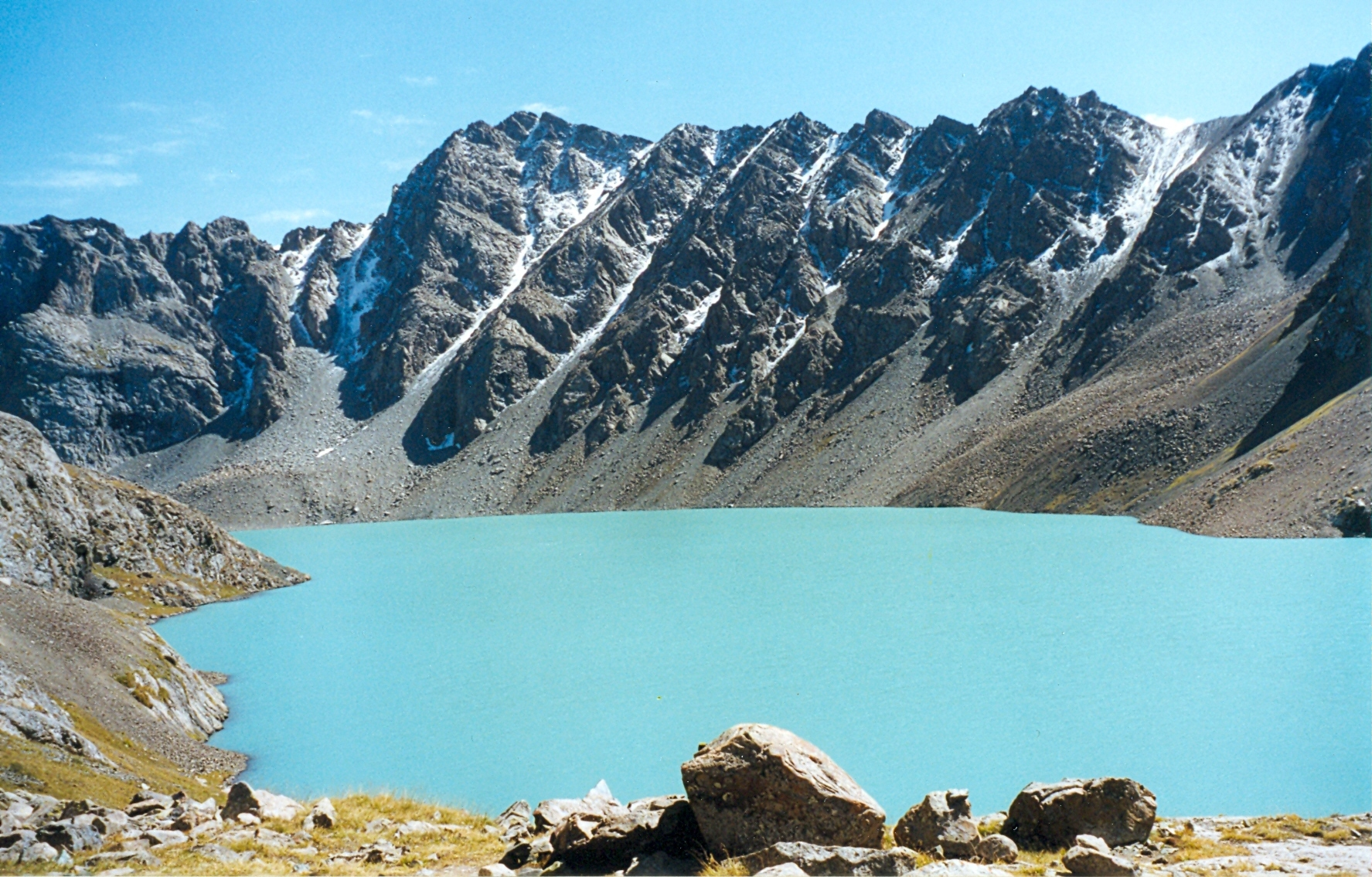
テルスケイ山地のアラ・クル

州北部に東西に細長いイシク・クルがあり、湖の北側にキュンゲイ山地（山陽の意）、南側にテルスケイ山地（山陰の意）が連なる。南部には山あいにジャイルー（夏の牧草地）が点在する。ハン・テングリをはじめとする高い山々は東端部に位置する。
また、州の東部と東南部は中華人民共和国・新疆ウイグル自治区に接している。
人口はイシク・クルのほとりに集中しており、西端にバルイクチ、東端にカラコルのまちがある。

## 基礎的経済指標
- 総人口 - 437.2千人（2009年初） - 28.7%が都市部に、71.3%が地方に集中[1]
- 就労人口 - 180.3千人（2008年）[2]
- 登録失業者数 - 4902人（2008年）[3]
- 輸出額 - 18.8十万米ドル（2008年）[4]
- 輸入額 - 221.7十万米ドル（2008年）[4]
- 外国からの直接投資 - 1.1十万米ドル（2008年）[5]

## 人口統計
2009年の時点で町が3つと都市型集落が5つ、村が175ある。同年の人口・住宅国勢調査に基づく現在人口は42万5116人、常住人口は43万8389人である。

## 民族構成
データは2009年の国勢調査による。
| 民族         | 総人口     | 割合  |
| ------------ | ---------- | ----- |
| キルギス人   | 37万7994人 | 86.2% |
| ロシア人     | 3万5275人  | 8.0%  |
| カザフ人     | 6464人     | 1.5%  |
| ウイグル人   | 3897人     | 0.9%  |
| カルムイク人 | 3801人     | 0.9%  |
| ドンガン人   | 3124人     | 0.7%  |
| ウズベク人   | 2982人     | 0.7%  |
| タタール人   | 2098人     | 0.5%  |
| ウクライナ人 | 1170人     | 0.3%  |
| その他       | 1584人     | 0.3%  |

## 交通
首都ビシュケクからバルイクチまで、鉄道が通じる。主要幹線のA365号線もビシュケクからバルイクチを経てナルイン州を突っ切り、中国国境のトルガルト峠に至る。A363号線はイシク・クルを一周し、A362号線はイシク・クルの東端からカザフスタンに延びる。

## 観光

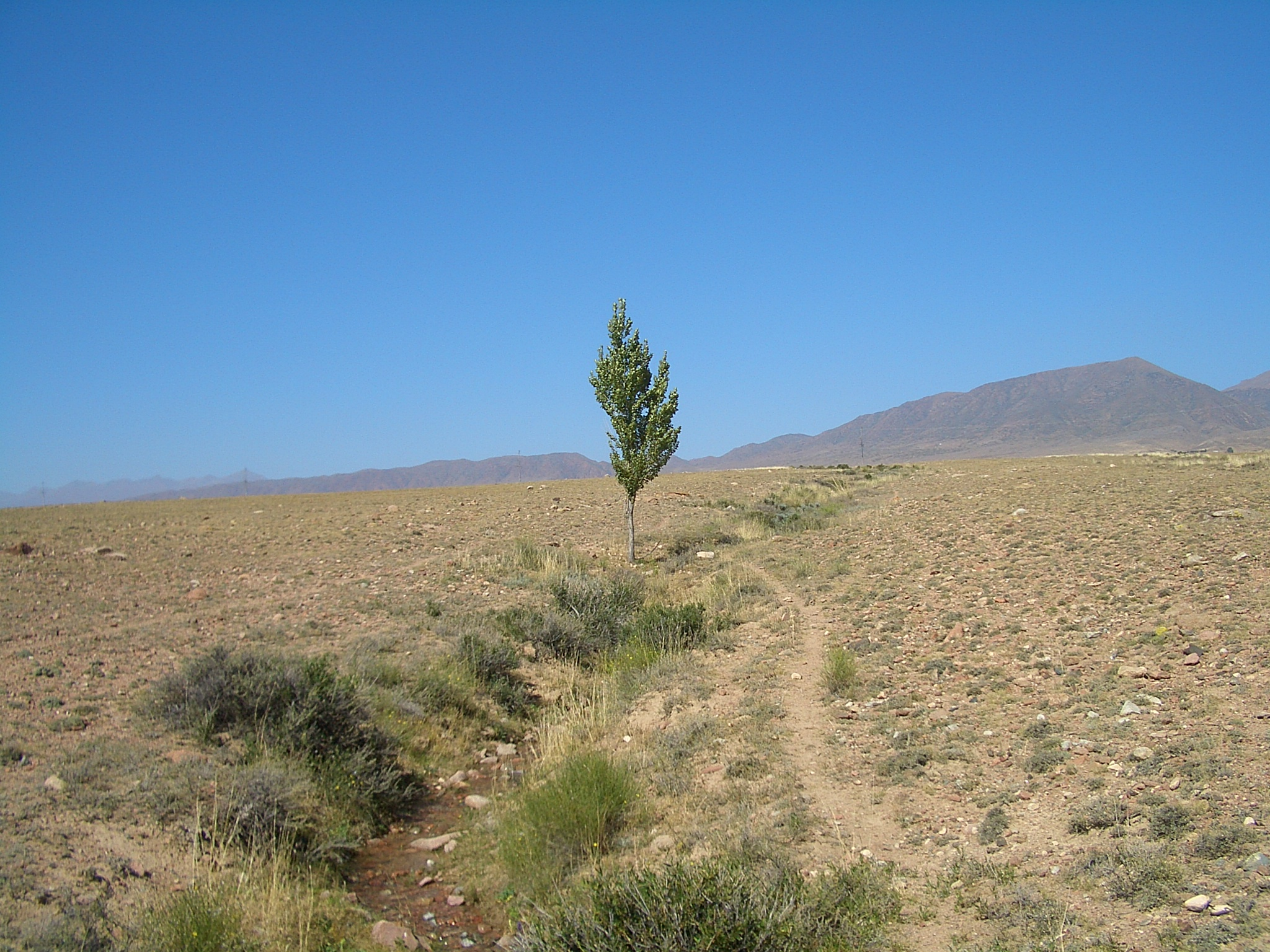
イシク・クル湖畔からキュンゲイ山地に広がる高原（タムチ近く）

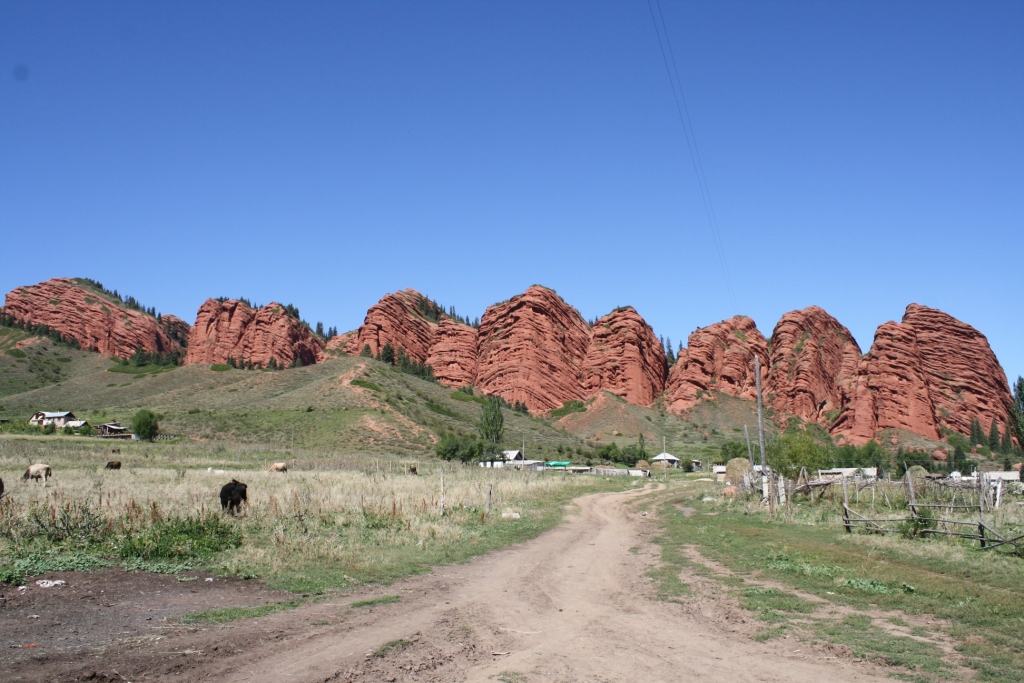
ジェティ・オグズ（7頭の牛）

インフラの未整備や国粋主義者と独立派との確執があるため、この地方がアルプス山麓やコロラド州のような一大観光地になれる可能性は低い。2008年12月にも双方の間で武力衝突が起き、市民39人が死亡した。今のところ、観光客のほとんどは地元の人々で占められる。

## 下位行政区

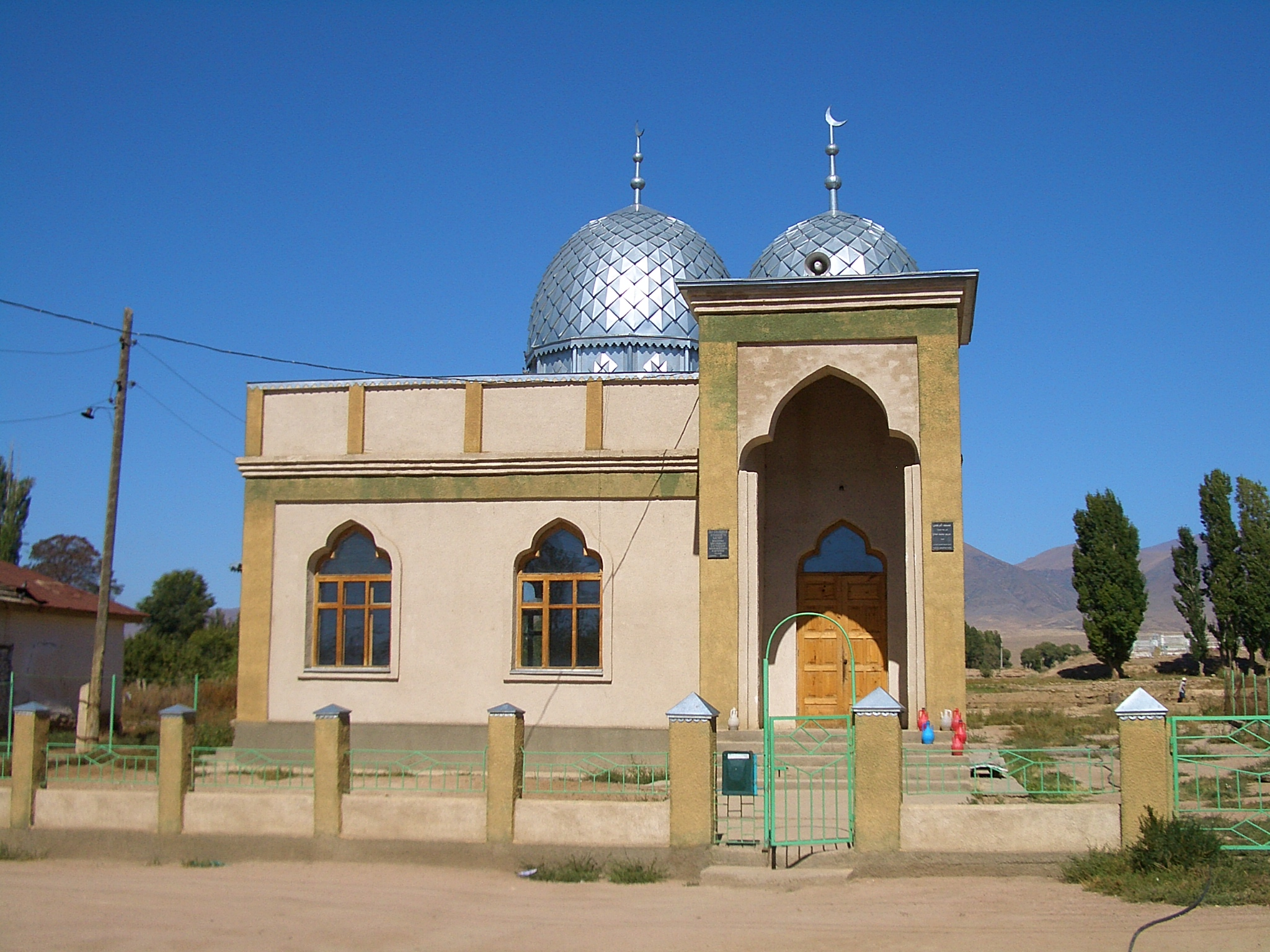
タムチ村内のモスク

イシク・クル州は下記の5地区からなる。
| 地区名               | 中心地           |
| -------------------- | ---------------- |
| アク・スー地区       | カラコル         |
| ジェティ・オグズ地区 | キジル・スー     |
| トング地区           | ボコンバエフ     |
| トゥプ地区           | トゥプ           |
| イシク・クル地区     | チョルポン＝アタ |